# Moby Orli
Le Moby Orli est un cruise-ferry appartenant à la compagnie italienne Moby Lines. Construit de 1985 à 1986 aux chantiers Wärtsilä de Turku pour la compagnie suédoise Rederi Ab Slite, il portait à l'origine le nom d‘Olympia. Mis en service en avril 1986 sur les lignes du réseau Viking Line entre la Suède et la Finlande, il est à l'époque le plus grand ferry du monde avec son jumeau le Mariella. Retiré du service en 1993 en raison de la faillite de Rederi Ab Slite, il est mis aux enchères et acquis par la société Irish Continental Group qui l'affrète à la compagnie P&O Ferries. Rebaptisé Pride of Bilbao, il est exploité sur les liaisons de l'armateur britannique reliant le Royaume-Uni à l'Espagne et la France jusqu'en septembre 2010 avant d'être racheté par la compagnie russe St. Peter Line et utilisé pour des minis-croisières en mer Baltique entre la Russie, l'Estonie et la Suède sous le nom de Princess Anastasia. À l'occasion de l'acquisition de St. Peter Line par Moby Lines en 2016, il est transféré en 2017 au sein de la filiale Moby SPL. Immobilisé en 2020 en raison de la pandémie de Covid-19, sa remise en service en mer Baltique a de nouveau été compromise depuis l'invasion de l'Ukraine par la Russie en 2022. Transféré au sein de la flotte Moby en 2022, le navire a depuis rejoint la Méditerranée. Censé être exploité sur la ligne saisonnière de la compagnie italienne entre Gênes et Bastia durant l’été 2023, sa mise en service n'est toutefois intervenue qu'en après saison à cause de problèmes administratifs et diplomatiques.

## Histoire

### Origines et construction
Dans les années 1980, les lignes maritimes entre la Finlande et la Suède sont le théâtre d'une concurrence acharnée entre les opérateurs Silja Line et Viking Line. Cette émulation puise son origine dans un contexte d'augmentation constante de la clientèle et de la volonté des compagnies à proposer plus de luxe et de confort afin de satisfaire au mieux la demande. Ceci avait alors amené à un ambitieux projet de la part de Rederi Ab Sally, l'une des trois compagnies formant le consortium propriétaire de la marque Viking Line. L'armateur commande en effet dès 1978 une paire de navires géants destinés à la ligne Helsinki - Stockholm. Mais malgré leur confort et la qualité de leurs installations, les jumeaux Viking Saga et Viking Song, mis en service en 1980, seront rapidement surpassés l'année suivante par le Finlandia et le Silvia Regina du consortium rival Silja Line, bien plus imposants et proposant des services d'une meilleure qualité. Cet évènement entrainera d'importantes difficultés financières chez Sally qui ne pourra plus investir dans la construction de nouveaux navires et sera liquidée quelques années plus tard. De leur côté, les deux autres compagnies propriétaires de Viking Line, SF-Line et Rederi Ab Slite, envisagent alors la construction de deux nouveaux navires aux caractéristiques voisines de celles des géants de Silja Line qui se substitueraient aux navires de Rederi Ab Sally entre Helsinki et Stockholm.
Baptisés Mariella et Olympia, les futurs fleuron de Viking Line sont commandés aux chantiers Wärtsilä de Turku qui avaient précédemment réalisé le Viking Saga et le Viking Song mais également les jumeaux Finlandia et Silvia Regina. La conception des nouveaux navires est d'ailleurs largement inspirée de celle des cruise-ferries de Silja Line, ils ont en effet des dimensions proches de celles de leurs modèles ainsi qu'une apparence très semblable avec leur silhouette cubique très massive. Ils sont de ce fait bien plus imposants que les sister-ships Viking Saga et Viking Song, à titre de comparaison, ils sont 30 mètres plus longs et leur tonnage est presque deux fois supérieur. Également inspirés des navires de Silja Line, les aménagements intérieurs intègrent néanmoins des spécificités inédites telles qu'un spacieux bar-spectacle avec piste de danse à l'arrière, en plus des classiques boutiques hors-taxe, centre de conférences et piscine intérieure.
Commandé par Rederi Ab Slite le 10 septembre 1984, l‘Olympia est mis sur cale le 1er avril 1985 et lancé le 31 août suivant. À la suite des travaux de finitions, il est livré à Slite le 26 avril 1986.

### Service

#### Viking Line (1986-1993)

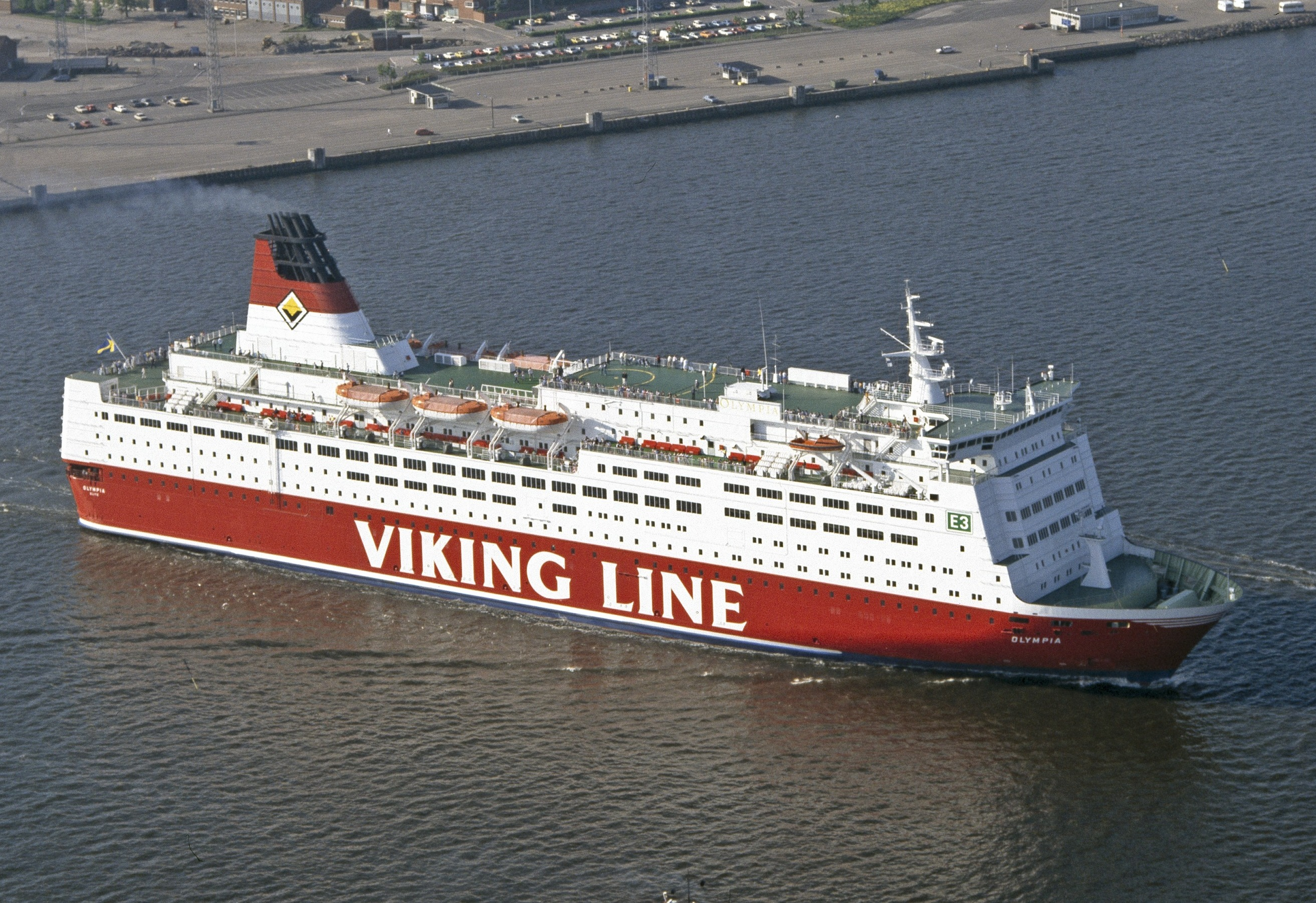
L‘Olympia au début de sa carrière sous les couleurs de Viking Line.

Dès sa sortie des chantiers, l‘Olympia prend la direction de la Suède. Il effectue en chemin une escale de présentation à Mariehamn où se trouve le siège de Viking Line puis le lendemain à Slite, sur l'île de Gotland où est basée la compagnie Rederi Ab Slite. Le navire débute ensuite son exploitation commerciale le 29 avril 1986 entre Stockholm et Helsinki. Il remplace sur cette ligne le Viking Saga de Rederi Ab Sally, évinçant de ce fait l'armateur finlandais qui avait pourtant le monopole de cette desserte depuis 1974.
En raison de l'annonce de Silja Line portant sur la mise en service prochaine d'une paire de nouveaux navires géants entre Helsinki et Stockholm, Rederi Ab Slite passe commande en 1989 d'un nouveau cruise-ferry destiné à remplacer l‘Olympia au début des années 1990.
En 1992, alors que le futur Europa est sur le point d'être lancé, un projet de vente de l‘Olympia à la jeune compagnie suédoise Euroway est un temps évoqué mais finalement abandonné. À cette même période, une dévaluation de 10% de la couronne suédoise empêche Slite d'acquérir son futur navire et provoque au sein de la compagnie d'importantes difficultés financières qui aboutiront à sa dissolution en 1993.
En prévision de l'arrivée de l‘Europa, l‘Olympia avait été affrété à partir d'avril 1993 par la compagnie britannique P&O Ferries. Après la faillite de Rederi Ab Slite, le navire est temporairement géré par le liquidateur de la compagnie puis acquis durant une vente aux enchères par la société irlandaise Irish Continental Group, maison mère de la compagnie Irish Ferries, qui prolonge le contrat d'affrètement de P&O Ferries.

#### P&O Ferries (1993-2010)
Une fois les problèmes liés à la dissolution de Slite résolus, le navire intègre la flotte de P&O Ferries le 22 avril 1993 sous le nom de Pride of Bilbao. Il débute ensuite ses rotation entre le Royaume-Uni, l'Espagne et la France le 28 avril. Exploité dans un premier temps sous pavillon de complaisance bahaméen, il sera enregistré sous pavillon britannique en 1994.
En janvier 2003, le navire bénéficie d'une importante refonte portant principalement sur la réfection des locaux passagers ainsi que la mise aux nouvelles couleurs de P&O avec une livrée majoritairement blanche remplaçant la traditionnelle coque bleue marine des navires de l'armement.

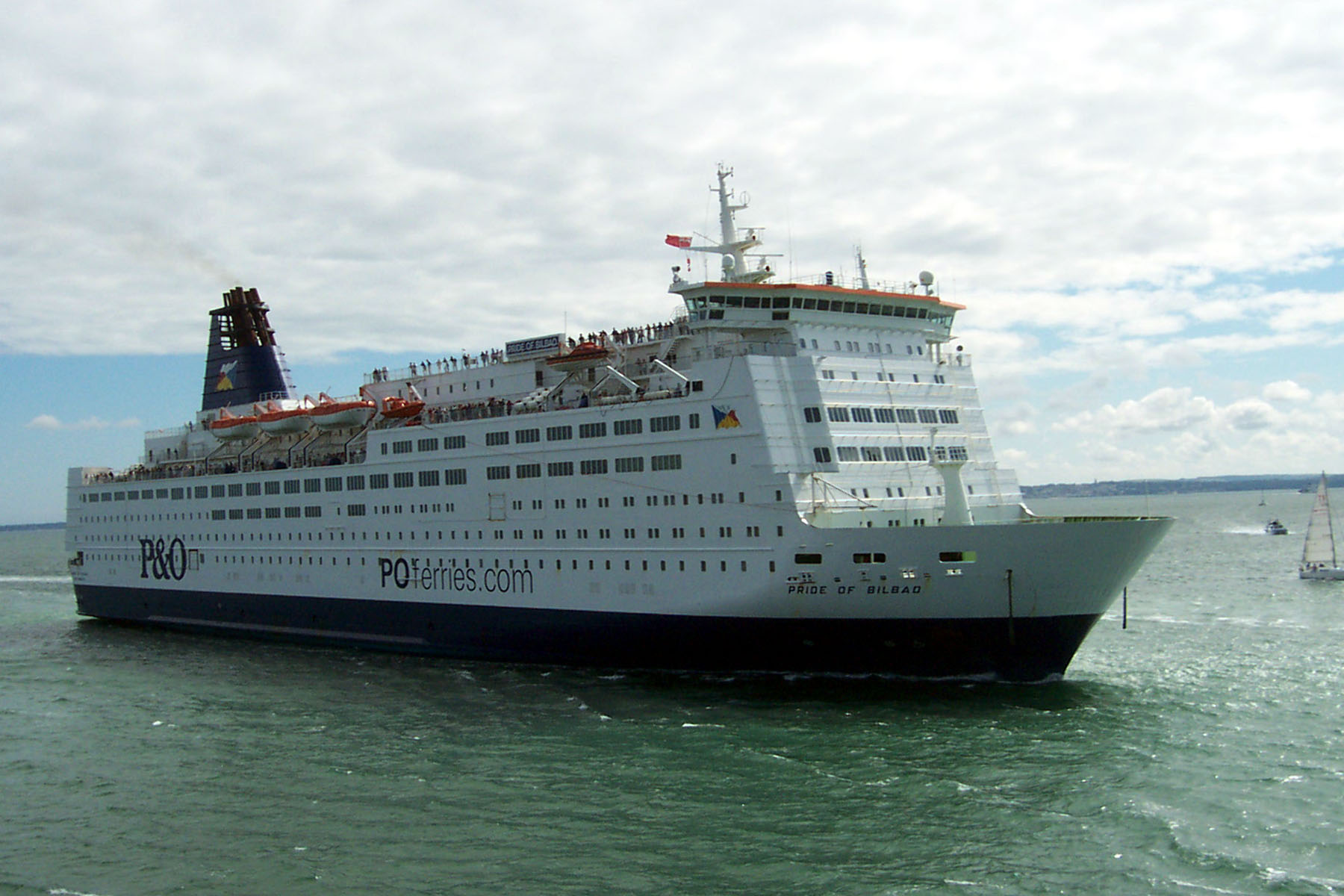
Le Pride of Bilbao à Portsmouth.

En 2006, le Pride of Bilbao est soupçonné, avec quatre autres navires, d'être impliqué dans le naufrage du yacht Ouzo, survenu le 20 août au large de l'île de Wight et qui a coûté la vie à trois personnes. Inspectée par la Marine Accident Investigation Branch (MAIB), la coque ne révèlera cependant aucune trace de collision. Le 20 septembre, un membre de l'équipage est arrêté, soupçonné par la police de négligence grave ayant entraîné un homicide involontaire. Libéré sous caution, il sera une nouvelle fois arrêté et inculpé en février 2007. Dans le rapport du MAIB publié en avril 2007, il est indiqué que le Ouzo a coulé à la suite d'une collision ou d'un contact trop proche avec le Pride of Bilbao. L'équipage sera toutefois innocenté à la suite d'un second procès en décembre 2007.
Le 15 janvier 2010, P&O Ferries annonce que la liaison reliant Portsmouth à Bilbao sera interrompue et que l'affrètement du Pride of Bilbao ne sera pas reconduit à l'issue de la saison estivale. Depuis quelques années déjà, l'exploitation du navire s'avère déficitaire, notamment en raison de la concurrence de Brittany Ferries, employant un navire plus rapide sur une ligne similaire.
Le 28 septembre, le cruise-ferry achève sa dernière traversée pour le compte de P&O Ferries. Il quitte la flotte le 30 septembre puis est désarmé à Falmouth. Rebaptisé Bilbao, il intègre temporairement la flotte d'Irish Ferries dans l'attente d'un acquéreur. Le 3 décembre, il est vendu à la compagnie russe St. Peter Line.

#### St. Peter Line/Moby SPL (2010-2022)

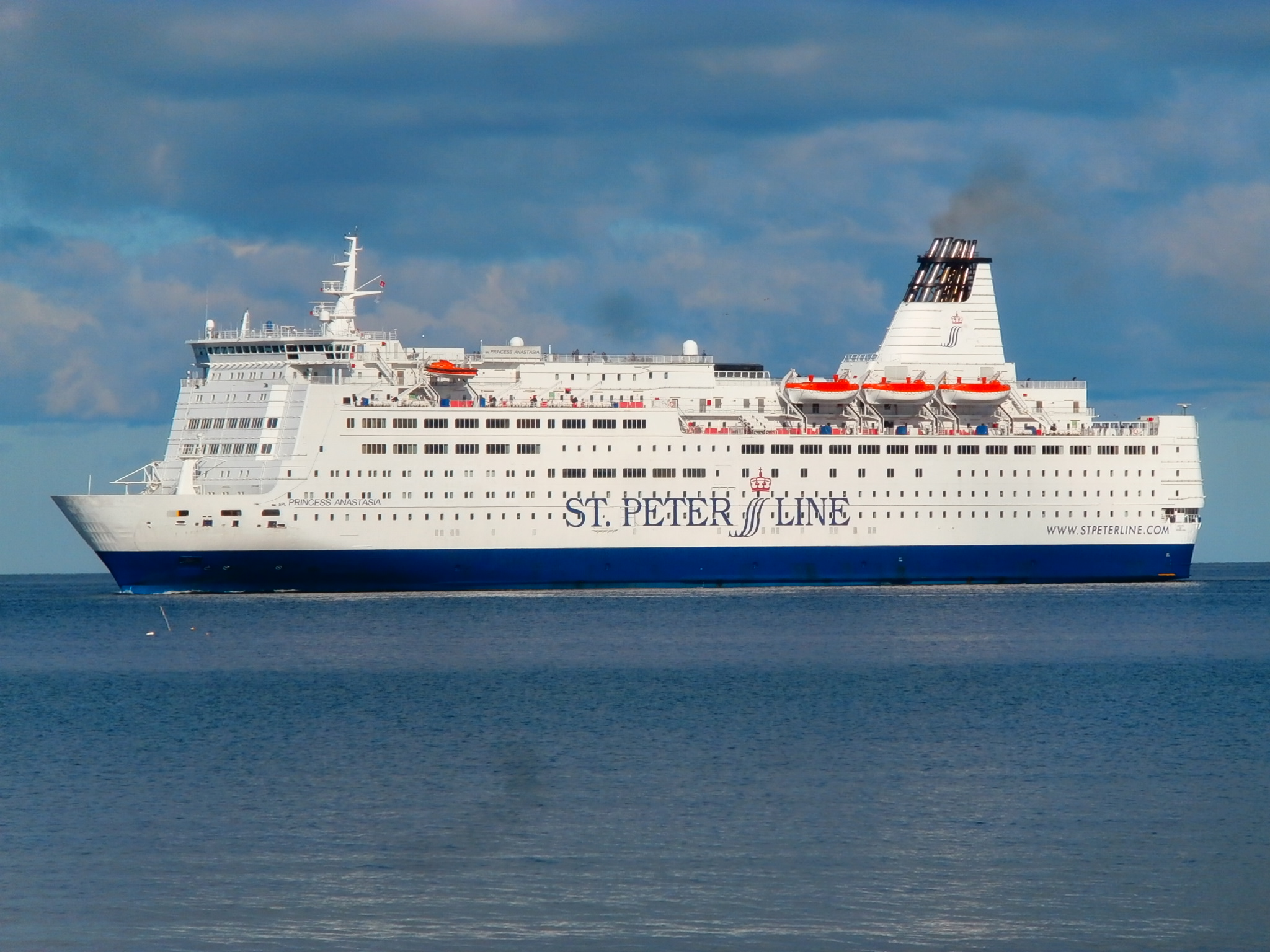
Le Princess Anastasia arborant la livrée originale de St. Peter Line.

Le 29 décembre 2010, le navire quitte le Royaume-Uni pour rejoindre Klaipėda en Lituanie afin de subir quelques travaux de transformations en vue de sa livraison à St. Peter Line. Renommé Princess Anastasia, il est livré à son nouvel armateur en mars 2011 et débute dans la foulée son exploitation sur des mini-croisières en mer Baltique reliant principalement Saint-Pétersbourg à Tallinn, Helsinki et Stockholm.
Le 18 mai 2012, le navire est évacué à la suite d'une alerte à la bombe alors qu'il se trouve à Stockholm. Après inspection, aucune bombe ne sera trouvée à bord.
De janvier à mars 2014, le Princess Anastasia est utilisé comme hôtel flottant dans le cadre des Jeux olympiques d'hiver se déroulant à Sotchi. À l'occasion, le navire se rend en mer Noire, effectuant au passage une escale au Pirée afin de recevoir une livrée promotionnelle des smartphones de la marque Samsung. À l'issue des jeux, il regagne la mer Baltique et reprend ses traversées le 23 mars.

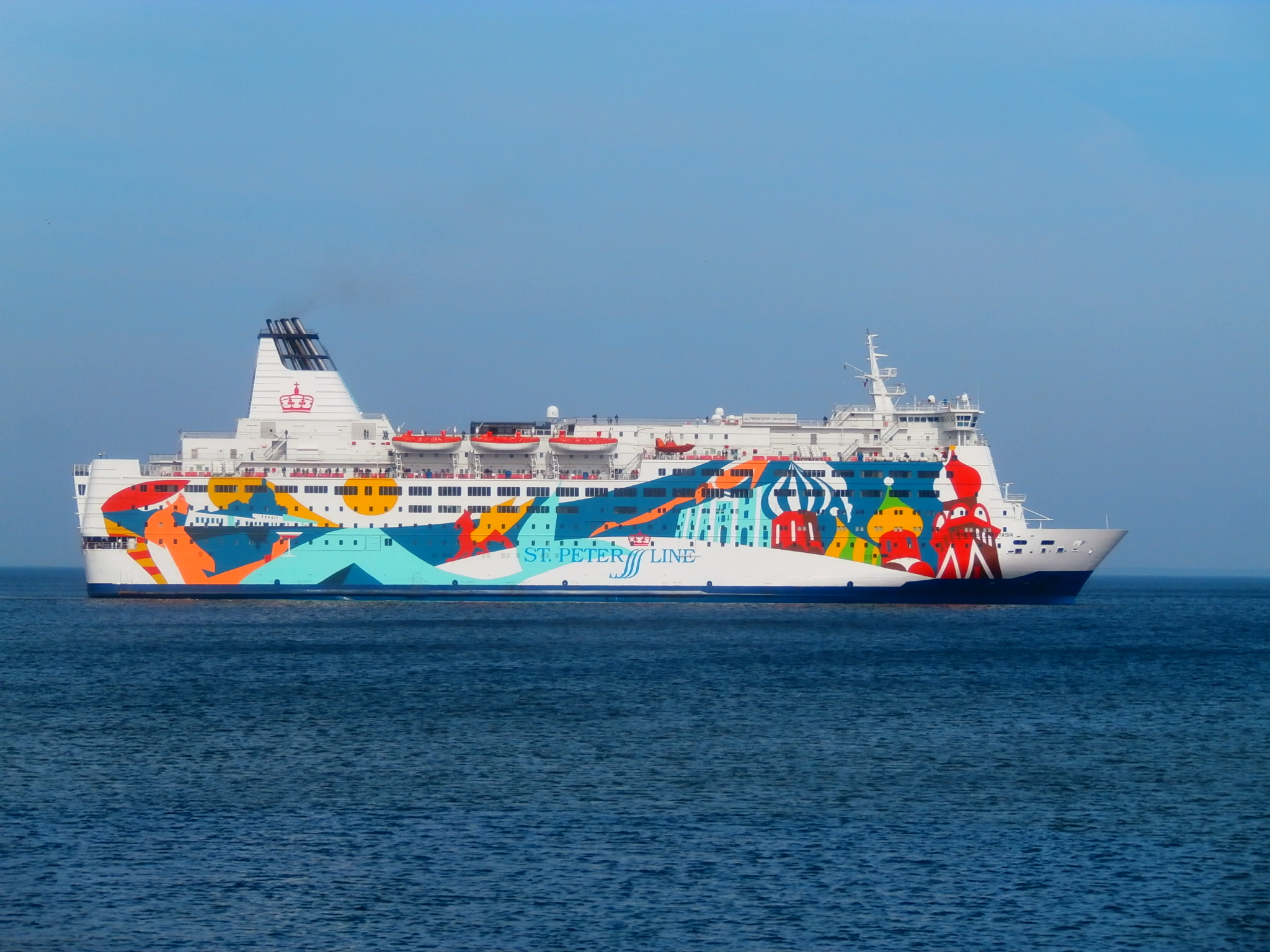
Le Princess Anastasia repeint avec la nouvelle livrée de Moby SPL.

En septembre 2016, St. Peter Line est rachetée par la compagnie italienne Moby Lines. En janvier 2017, le Princess Anastasia est intégré à la flotte de l'armateur et enregistré sous pavillon italien. À l'occasion, la livrée est modifiée afin de faire apparaître simultanément les logos des deux compagnies sur la coque du navire. Ainsi, le cruise-ferry arbore sur son flanc tribord une décoration évoquant la Russie et les logos de St. Peter Line tandis que son flanc bâbord est agrémenté d'une livrée évoquant l'Italie avec les logos de Moby Lines.
Le 4 mai 2018, alors qu'il quitte Saint-Pétersbourg, le Princess Anastasia s'écarte du chenal et percute une grue se trouvant sur le quai. Les dégâts sont toutefois limités, permettant au navire de poursuivre sa traversée.
Le 6 novembre 2019 dans la soirée, alors qu'il navigue dans l'archipel de Stockholm avec 1 065 passagers à son bord, le navire est victime d'un black-out causé par le mauvais mélange du fioul russe et suédois au niveau de son réservoir. Privé de tout moyen de propulsion, il dérive et s'échoue à proximité de l'île de Lidingö. Le Princess Anastasia est cependant rapidement dégagé et autorisé à reprendre sa route vers Helsinki le lendemain après une brève inspection de la coque réalisée à Stockholm. Les dégâts causés par le choc du navire avec le fond seront réparés à Gdynia quelques jours plus tard.
Le 25 novembre, toutefois, il est constaté que le navire souffre de problèmes au niveau d'un de ses arbres d'hélice, nécessitant son retour en Pologne pour de nouveaux travaux. C'est au même moment que la crise sanitaire liée à l'épidémie de Covid-19 commence à prendre de l'ampleur en Chine et bientôt en Europe. Immobilisé dans un premier temps aux chantiers de Gdańsk, il rejoint la Russie en avril 2020 où il est utilisé comme hôtel flottant à Mourmansk afin d'héberger le personnel soignant luttant contre la pandémie.
En 2022, malgré le progressif retour à la normale pouvant favoriser la reprise des activités de Moby SPL, l'hypothèse d'une remise en service du Princess Anastasia se voit cependant largement compromise par l'invasion de l'Ukraine par la Russie à partir du 24 février. Le navire étant la propriété de Moby, la direction prend la décision de le transférer en Méditerranée dans l'attente d'une potentielle utilisation. Ainsi, le 31 mai, le Princess Anastasia quitte Mourmansk pour rejoindre l'Italie. Au cours de son voyage, alors que le navire a déjà franchi le détroit de Gibraltar et se trouve au large de l'Algérie, un problème technique survient au niveau des moteurs le 11 juin. Moby enverra alors sur place le remorqueur Maria Onorato qui permettra au cruise-ferry de parcourir les derniers miles le séparant de la Sicile. Arrivé à destination le 16 juin, il entre aux chantiers Palumbo de Messine afin de subir quelques travaux de remise en état. Durant cet arrêt technique, la livrée est effacée des flancs du navire et la coque entièrement repeinte en blanc. À l'issue de ces intervention, le Princess Anastasia reste stationné dans l'enceinte des chantiers en attendant d'être statué sur son devenir. Pendant un temps, les autorités de l'exclave russe de Kaliningrad envisageront d'employer le navire sur une liaison de continuité territoriale avec le reste de la Russie. Mais en raison cependant de la volonté de Moby de céder le navire plutôt que de le fréter ainsi que du prix d'achat prohibitif de ce dernier, le projet n'aboutira finalement pas.

#### Moby Lines (depuis 2022)
À la fin de l'année 2022, Moby prend finalement la décision de transférer le navire sous ses propres couleurs afin de l'employer sur ses lignes. Ainsi, le cruise-ferry est rebaptisé Moby Orli et annoncé sur la desserte estivale de la Corse entre Gênes et Bastia,. Transformé à Messine en vue de la saison d'été, il se voit paré d'une nouvelle livrée, dessinée par l'étudiante Marie Caroline Andreani dans le cadre d'une collaboration entre Moby Lines et l'école SupDesign Corsica, évoquant la mer et la Corse avec notamment la présence d'une tête de maure stylisée à l'avant. Cette nouvelle livrée a également la particularité de ne pas intégrer de personnages de Warner Bros issus de Looney Tunes ou de l'univers DC Comics qui étaient habituellement peints sur les flancs des navires de la compagnie. Devant initialement commencer ses rotations vers Bastia au mois de mai 2023, sa mise en service ne pourra cependant pas intervenir en raison de problèmes administratifs liés à l'hypothèque prise pour le financement du navire auprès d'une banque russe soumise à des sanctions consécutives à la guerre en Ukraine.
Après avoir été stationné à Livourne durant toute la durée de la saison estivale, le Moby Orli est finalement inauguré le 6 octobre 2023. À la suite d'une cérémonie donnée à bord, le navire appareille le 7 octobre vers 0h40 à destination d'Ajaccio dans le cadre d'un voyage d'essai réalisé. Le cruise-ferry arrive pour la première fois en Corse sous grand pavois dans la matinée vers 10h30, marquant au passage la première escale d'un navire de Moby Lines dans la cité impériale. Une nouvelle cérémonie d'inauguration se tient à bord en présence notamment de Marie-Antoinette Maupertuis, présidente de l'assemblée de Corse. Dans la journée, le navire reçoit même la visite de son sister-ship le Mega Regina, exploité par Corsica Ferries. Après avoir passé la nuit à quai, il quitte la Corse le lendemain vers 8h30 et rentre à Livourne. Quelques jours plus tard, le 10 octobre, il réalise à titre symbolique sa toute première traversée commerciale pour le compte de Moby Lines entre Livourne et Bastia. Il effectue par la suite d'autres traversées sur cet axe durant l'automne en raison d'une avarie survenue à bord du Moby Vincent avant d'être désarmé dans l'attente de la saison 2024, les rotations entre Gênes et Bastia ne débutant qu'au mois de mai.

## Aménagements
Le Moby Orli possède 13 ponts ponts numérotés du plus bas jusqu'au plus haut de 1 à 12 (la logique aurait été de 1 à 13, cependant, les deux ponts garages sont comptés comme les ponts 3a et 3c, créant ainsi un décalage). Les locaux passagers se situent sur la totalité des ponts 4 à 7 et une partie des ponts 2 et 8 tandis que ceux de l'équipage occupent principalement les ponts 8, 9 et 10. Les ponts 3a et 3b sont pour leur part consacrés aux garages.

### Locaux communs
Le Moby Orli est équipé d'un grand nombre d'installations d'une qualité semblable à celles d'un navire de croisières. Situées en grande majorité sur le pont 7, elles comptent notamment un restaurant à la carte, un restaurant buffet, une cafétéria, six bars et des espaces commerciaux très développés.
Jusqu'en 2023, les installations du cruise-ferry sont organisées de la manière suivantes :
- Colombus Bar : bar-spectacle situé sur le pont 7 à l'arrière du navire ;
- Funny Rabbit Bar : pub traditionnel situé sur le pont 7 vers l'avant du navire ;
- Legend Sport Bar : bar karaoke se trouvant sur le pont 7 vers l'arrière du côté bâbord ;
- Smoking Bar : bar fumoir situé au pont 8 vers l'avant, du côté bâbord ;
- Sky Bar : bar extérieur situé sur le pont 8 à l'arrière ;
- Olde Rabbit Tavern : bar-véranda situé au pont 10 au milieu du navire ;
- Princess’s Garden : restaurant buffet situé au pont 7 à l'avant du navire ;
- New York City : restaurant à la carte situé au milieu bâbord du pont 7 ;
- Napoli Mia : restaurant italien situé au milieu du pont 7 ;
- Kampai Sushi Bar : bar à sushis situé au milieu du pont 7 ;
- Bake & Coffee : cafétéria située sur le pont 6 au milieu bâbord ;

En plus de ces installations, le Princess Anastasia dispose d'un supermarché sur le pont 6. À l'avant du pont 8 se trouvent un espace destiné aux conférences et un cinéma. Enfin, une piscine intérieure et un sauna se trouvent sur le pont 2, sous les garages.

### Cabines
Le Moby Orli possède 834 cabines situées sur les ponts 4, 5, 6, et 8. Les cabines standards, internes ou externes, sont équipées de deux à quatre couchettes ainsi que de la télévision et de sanitaires comprenant douche, WC et lavabo. Certaines d'entre elles disposent d'un grand lit à deux places. À l'époque de sa mise en service, certaines étaient situées sur le pont 2 en dessous des garages. Le navire propose également des suites. Des cabines accessibles aux personnes à mobilité réduite ou aux animaux sont également présentes.

## Caractéristiques
Le Moby Orli mesure 176,82 mètres de long pour 28,41 mètres de large et son tonnage est de 37 860 UMS. Le navire a une capacité de 2 447 passagers et son garage peut accueillir 580 véhicules répartis sur deux niveaux. Le garage est accessible par deux portes rampes situées à l'arrière et une porte rampe avant. La propulsion est assurée par quatre moteurs diesels Wärtsilä-Pielstick 12PC26V-400 développant une puissance de 23 000 kW entraînant deux hélices à pas variable faisant filer le bâtiment à une vitesse de 22 nœuds. Le Moby Orli possède six embarcations de sauvetage fermées de grande taille, trois sont situées de chaque côté au centre du navire. Elles sont complétées par une embarcation de secours un canot semi-rigide. En plus de ces principaux dispositifs, le navire dispose de plusieurs radeaux de sauvetage à coffre s'ouvrant automatiquement au contact de l'eau. Le navire est doté de deux propulseurs d'étrave facilitant les manœuvres d'accostage et d'appareillage ainsi que de stabilisateurs anti-roulis. Il est également équipé d'une coque brise-glace classée 1 A Super.

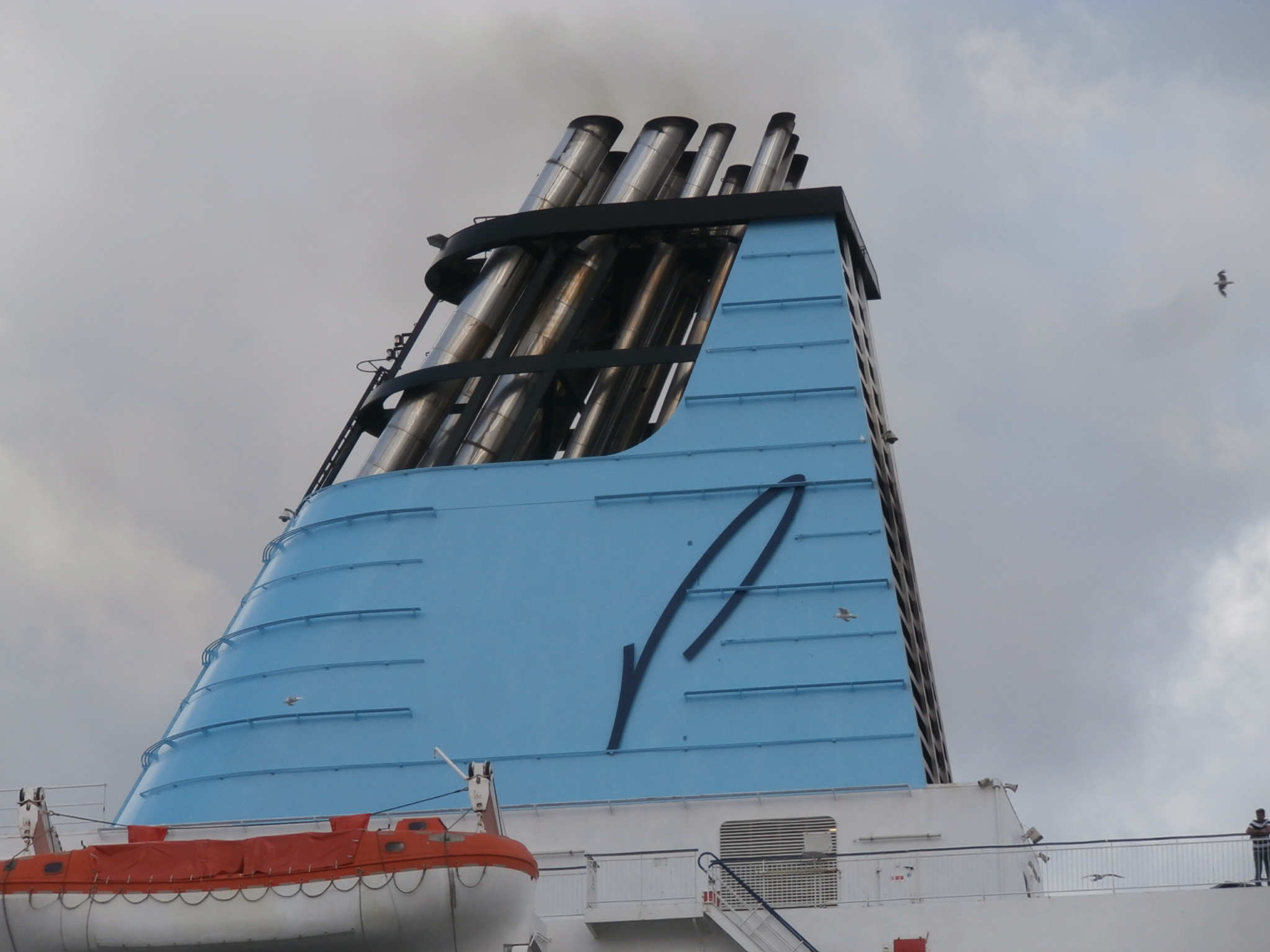
Cheminée aux couleurs de Moby Lines.

## Lignes desservies
Au début de sa carrière, de 1986 à 1993, l‘Olympia effectuait la liaison de Viking Line entre la Suède et la Finlande sur la ligne Stockholm - Helsinki en traversée de nuit.
Entre 1993 et 2010, le navire était positionné sur les lignes de P&O Ferries reliant Portsmouth à Bilbao ou Cherbourg.
À partir de 2010, le Princess Anastasia est affecté à des mini-croisières au départ de Saint-Pétersbourg vers Helsinki, Tallinn et Stockholm. Du fait de la pandémie de Covid-19 mais aussi de la guerre russo-ukrainienne, les activités de Moby SPL sont suspendues depuis 2020.
Pour la saison 2023, le navire était censé assurer pour le compte de Moby Lines les rotations estivales entre l'Italie et la Corse sur la ligne Gênes - Bastia. Il devait effectuer un aller-retour quotidien sur cet axe de nuit dans le sens Italie - Corse et de jour dans le sens retour et inversement à partir de la mi-août. Pour la saison 2024, le navire assure la liaison Gênes - Bastia, il effectue un aller-retour quotidien sur cet axe de nuit dans le sens Italie - Corse et de le jour dans le sens inverse. Il effectue également au mois et juillet des traversées entre Gênes et Porto-Torres en Sardaigne en remplacement d’autres navires de la compagnie. Pour la saison 2025, le navire est exploité à raison d’un aller-retour quotidien sur la liaison de jour Livourne - Bastia